# Amalie Bensinger

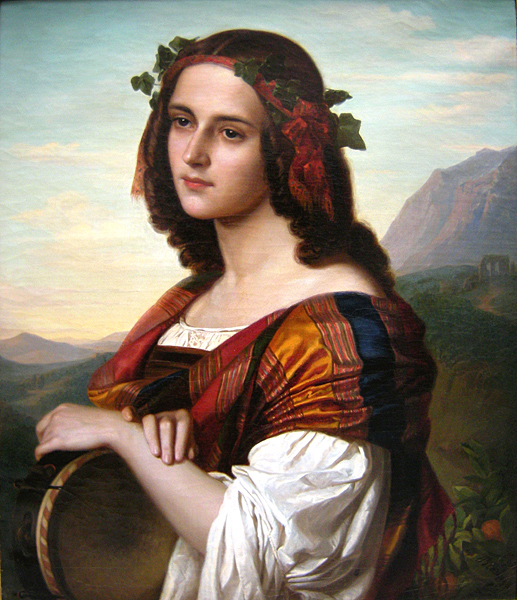
Amalie Bensinger: Portrait einer Italienerin mit Tamburin, 1860

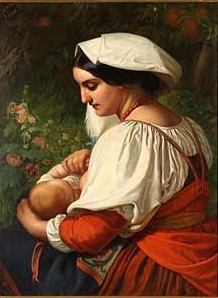
Amalie Bensinger: Portrait einer stillenden Römerin, 1852

Amalie Bensinger (* 28. März 1809 in Bruchsal; † 16. November 1889 in Reichenau) war eine deutsche Malerin.

## Leben und Wirken
Amalie Bensinger entstammte der in Mannheim alteingesessenen, ursprünglich jüdischen Kaufmannsfamilie Bensinger. Ihr Vater war katholischen Glaubens und als Obergerichtsadvokat tätig, die Mutter gehörte dem protestantischen Bekenntnis an, in dem sie auch die Tochter erzog. Amalie Bensinger wuchs in Mannheim auf. Ab 1835 studierte sie bei Professoren der Düsseldorfer Kunstakademie (Düsseldorfer Malerschule), wo sie privaten Unterricht bei Julius Hübner und seit 1839 bei Karl Ferdinand Sohn und Wilhelm von Schadow nahm. Nach weiteren Studien in Mannheim und Karlsruhe begab sie sich 1851 nach Italien, hielt sich in Florenz und ab 1852 in Albano Laziale, Olevano Romano und Rom auf. Sie lernte dort Joseph Victor von Scheffel kennen, befreundete sich mit ihm und inspirierte den Dichter zu der Szene seines Ekkehart, wo der Ekkehard die Herzogin Hadwig von Schwaben über die Klosterschwelle tragen muss. Dafür verewigte er Amalie Bensinger als Figur in seinem Werk Der Trompeter von Säckingen. Beide gehörten in Rom auch zum engsten Freundeskreis um Eduard von Engerth (1818–1897) und dessen italienischer Gattin.
Amalie Bensinger kam auch mit den hier ansässigen Nazarenern in Kontakt und begeisterte sich für deren religiös motivierte Malerei. Besonders Peter von Cornelius (1783–1867) und Friedrich Overbeck (1789–1869) übten einen künstlerischen Einfluss auf sie aus, wodurch sie sich verstärkt der Sakralmalerei zuwandte. Die Nazarener lebten anfangs als Künstlerbruderschaft in dem römischen Kloster Sant’Isidoro a Capo le Case und Amalie Bensinger träumte davon, eine ähnlich religiös motivierte Künstlergemeinschaft für Frauen zu gründen.
Ab 1857 hielt sich Bensinger in München auf, wo sie 1859 Mitglied des Kunstvereins wurde. 1860 konvertierte sie in der Kirche des Klosters Lichtenthal bei Baden-Baden vom evangelischen zum katholischen Glauben. Nach einem Selbstzeugnis hatte sie sich durch den Auftrag eines Hochaltarbildes mit der Darstellung der „Verklärung Christi“ für die Pfarrkirche St. Peter und Paul in Lahr/Schwarzwald so eingehend mit biblischen Themen und religiösen Büchern beschäftigt, dass sie dadurch endgültig zum katholischen Bekenntnis gelangte.
Amalie Bensinger kam schließlich in Berührung mit den Kirchenmalern Peter Lenz (1832–1928: später Pater Desiderius Lenz) und Jakob Wüger (1829–1892; später Pater Gabriel Wüger), die gerade aus dem Nazarenerstil heraus ihren eigenen spezifischen Malstil entwickelten, der unter dem Namen Beuroner Kunst bekannt wurde. Mit beiden arbeitete sie 1864 die Statuten zu einem „Kunstkloster“ aus, dessen Sitz zunächst in Rom geplant war, das jedoch infolge der Bekanntschaft von Amalie Bensinger mit Fürstin Katharina von Hohenzollern-Sigmaringen (geb. von Hohenlohe-Waldenburg) ab 1868 in Beuron entstand.
Die Malerin zog sich auf die Insel Reichenau zurück und verfolgte weiter die Idee einer klösterlichen Gemeinschaft für Künstlerinnen. Dafür erwarb sie dort das sogenannte Schlößle in Mittelzell, welches sie als weibliche Filiale der Abtei Beuron anzuschließen gedachte, wozu es aber nicht kam.
Amalie Bensinger starb auf der Insel Reichenau und wurde auf dem Friedhof zu Niederzell beigesetzt, wo man ihr ein Grabmal mit Pirminiusdarstellung, im Beuroner Kunststil errichtete.
Die frühen Arbeiten von Amalie Bensinger sind weitgehend Portrait- und Genremalereien im realistischen Stil der Düsseldorfer Malerschule. Spätestens ab ihrer Konversion widmete sie sich fast ausschließlich der Sakralmalerei und wird zu den Spätnazarenern gezählt.